# 迈克·金斯利
邁克·金斯利（英語：Michael Kinsley，1951年3月9日—），是一位著名的美國政治評論家、專欄作家、編輯，以及電視節目主持人。他於1951年3月9日出生在底特律。並在197年從哈佛大学畢業後，獲得羅茲獎學金前往牛津大學深造。返美後，金斯利進入哈佛法學院學習，獲得了法學博士學位。自1979年起，他開始在《新共和》雜誌擔任編輯和專欄作家，撰寫了許多有影響力的文章，從而成為了一名知名的政治評論員。在1980年代，金斯利還曾經短暫地擔任《哈潑斯》和《經濟學人》雜誌的編輯或榮譽編輯。1989年，他開始擔任CNN電視節目《Crossfire》的主持人。1995年離開CNN後，金斯利為微軟公司創辦了Slate雜誌。他在2004至2005年間擔任了洛杉磯時報的社論版編輯，並於2005年之後成為《華盛頓郵報》和《時代》雜誌等報刊的專欄作家。。
金斯利是一位無神論者。他的妻子，Patty Stonesifer，曾長期擔任比爾與梅琳達·蓋茨基金會的行政總裁。此外，金斯利還是「金斯利失言」這一政治短語的原創者。

## 早期生活和教育
邁克·金斯利於1951年3月9日出生於美國底特律。他的早年生活和教育背景為他日後的職業生涯奠定了堅實的基礎。在哈佛大學完成學業後，他憑藉卓越的學術成績獲得了著名的羅茲獎學金，這使他有機會在英國的牛津大學進行進一步的學習和研究。回國後，他進入哈佛法學院深造，並最終獲得了法學博士學位。

## 職業生涯
邁克·金斯利的職業生涯始於他在《新共和》雜誌的編輯和專欄作家工作。他的文章深刻、犀利，往往從獨特的角度剖析政治現象，這使他迅速在政治評論界嶄露頭角。他在1980年代的編輯工作，包括在《哈潑斯》和《經濟學人》雜誌的職位，進一步擴大了他在媒體界的影響力。
金斯利於1989年加入CNN，成為政治辯論節目《Crossfire》的主持人，該節目以其直接且時常激烈的辯論風格而聞名。在離開CNN後，他在1995年為微軟公司創辦了Slate雜誌，這是一個網路時代的新媒體產物，致力於提供深度的新聞分析和評論。金斯利在洛杉磯時報和後來的《華盛頓郵報》及《時代》雜誌的專欄作品，進一步鞏固了他作為一名尖銳且見解獨到的政治評論家的地位。

## 個人生活和影響
作為一名無神論者，金斯利在宗教和信仰方面持有獨特觀點。他的妻子Patty Stonesifer是比爾與梅琳達·蓋茨基金會的前行政總裁，她的工作同樣在慈善和公共領域產生了重大影響。金斯利在政治評論和媒體界的成就，加上他在公共事務上的深刻見解，使他成為當代美國政治和社會文化領域中的一個重要人物。

## 「金斯利失言」的由來
「金斯利失言」是金斯利提出的一個政治短語，用來形容那些在公共場合不慎說出真實想法的政治人物，這一概念在政治傳播和媒體研究中被廣泛引用。這一短語的提出，不僅反映了金斯利對政治語言的深刻理解，也體現了他對政治傳播機制的批判性思考。